# One Way or Another
Ej att förväxla med albumet One Way...Or Another av Cactus, eller Uriah Heeps låt från albumet High and Mighty.
One Way or Another är en låt av Blondie som lanserades 1978 på albumet Parallel Lines. Låten släpptes som singel i Nordamerika där den följde upp singelettan "Heart of Glass", men i Europa förblev den endast ett albumspår. När samlingsskivan The Best of Blondie släpptes fanns låten således med på de amerikanska utgåvorna, men inte på de internationella. Debbie Harry inspirerades att skriva låten då hon tänkte tillbaka på en gammal pojkvän som stalkat henne efter att de brutit upp förhållandet.
Låten blev av magasinet Rolling Stone listad som #298 i deras lista The 500 Greatest Songs of All Time. Den finns med i filmerna Little Darlings (1980), Carpool (1996), Vild och galen i Beverly Hills, Donnie Brasco (båda 1997) och Mean Girls (2004). Den har också funnits med i flera TV-serier.

## Listplaceringar
- Billboard Hot 100, USA: #24[1]